# Hanna Sochacka-Krysiak
Hanna Barbara Sochacka-Krysiak (ur. 18 lutego 1931 w Brześciu nad Bugiem, zm. 27 kwietnia 2015) – polska ekonomistka, nauczyciel akademicki, profesor zwyczajny.

## Życiorys
Studia na Wydziale Finansów SGPiS rozpoczęła w 1949, po uzyskaniu matury w XII Państwowym Żeńskim Gimnazjum i Liceum Ogólnokształcącym im. Marii Skłodowskiej-Curie w Warszawie, kończąc je dyplomem magisterskim w 1954. Pracę nauczyciela akademickiego na stanowisku asystenta rozpoczęła w lutym 1953 w Katedrze Finansów Publicznych, kierowaną przez prof. Leona Kurowskiego. Stopień doktora nauk ekonomicznych został jej przyznany w 1961. Habilitację uzyskała w 1967, a następnie tytuł profesora nadzwyczajnego w 1974 i profesora zwyczajnego w 1982. Nigdy nie ubiegała się o stanowiska kierownicze w SGPiS-SGH czy poza uczelnią. Zrobiła wyjątek, gdy podjęła się zorganizowania Katedry Ekonomiki i Finansów Samorządu Terytorialnego, którą kierowała w latach 2001–2005.
Zainteresowania naukowe koncentrowała wokół tematyki kontroli finansowej i finansowych aspektów funkcjonowania samorządu terytorialnego.
Osiągnięciami naukowo-dydaktycznymi są: wypromowanie ponad 500 prac dyplomowych (licencjackich i magisterskich), 12 rozpraw doktorskich napisanych pod jej kierownictwem, ok. 30 recenzji w przewodach doktorskich i 10 recenzji dysertacji habilitacyjnych.

## Wybrane publikacje
- Leon Kurowski, Hanna Sochacka-Krysiak, R. Szawłowski: Kontrola finansowa. Warszawa: PWG „Polgos”, 1956. Brak numerów stron w książce
- Leon Kurowski, Hanna Sochacka-Krysiak: Kontrola finansowa. Warszawa: PWE, 1968. Brak numerów stron w książce
- Hanna Sochacka-Krysiak. O pojęciu i funkcjach kontroli budżetowej. „Kontrola państwowa”. 1, 1973.brak numeru strony
- Hasła Kontrola finansowa, Kontrola państwowa i Kontrola społeczna w: Hanna Sochacka-Krysiak: Encyklopedia organizacji i zarządzania. Warszawa: PWE, 1980. Brak numerów stron w książce
- Hanna Sochacka-Krysiak: Finanse lokalne. Warszawa: Poltext, 1993. Brak numerów stron w książce
- Hanna Sochacka-Krysiak: Finanse publiczne. Warszawa: Poltext, 1994. Brak numerów stron w książce
- Leon Kurowski, Eugeniusz Ruśkowski, Hanna Sochacka-Krysiak: Kontrola finansowa w sektorze publicznym. Warszawa: PWE, 2000. ISBN 83-208-1244-5. Brak numerów stron w książce
- Hanna Sochacka-Krysiak. Finanse samorządu terytorialnego w warunkach kryzysu finansów państwa. „Wspólnota”. 39, 2001.brak numeru strony
- Problemy podatków lokalnych i dochodów budżetowych samorządu terytorialnego w: Nauka finansów publicznych i prawa finansowego w Polsce. Warszawa: Oficyna Wydawnicza SGH, 2008. Brak numerów stron w książce

## Odznaczenia, nagrody i wyróżnienia
- Krzyż Kawalerski Orderu Odrodzenia Polski,
- Złoty Krzyż Zasługi,
- Złota Odznaka „Za zasługi dla finansów PRL”,
- Medal Komisji Edukacji Narodowej,
- Krzyż Oficerski Orderu Odrodzenia Polski.